# Hello, Dolly! (film)
Hello, Dolly!  is een Amerikaanse film uit 1969 van Gene Kelly met in de hoofdrollen Barbra Streisand, Walter Matthau en Michael Crawford.
De film is een bewerking van de gelijknamige Broadwaymusical. Hoewel de film een omzet behaalde van 55 miljoen dollar en het redelijk goed deed in de bioscopen (budget: 25 miljoen dollar), was het voor 20th Century Fox financieel toch een teleurstellende productie, de derde teleurstelling na de flops van Doctor Dolittle (1967) en Star! (1968). Fox was na het gigantische succes van The Sound of Music uit 1965 van plan het succes te herhalen met nieuwe musicalproducties. Het pakte echter anders uit en de drie genoemde films konden het succes van The Sound of Music niet evenaren. Veel studiomanagers verloren hun baan. Fox raakte in financiële problemen en produceerde in 1970 slechts één film. Pas in 1973 kwam de studio de verliezen enigszins te boven, ironisch genoeg via de toneelversie van The Sound of Music.
De film behaalde wisselende kritieken, maar kreeg wel drie Oscars en behaalde verschillende Oscar- en Golden Globenominaties.

## Verhaal
Het verhaal speelt zich af in 1890. In het kleine stadje Yonkers in de staat New York woont de rijke, narrige ondernemer Horace Vandergelder. Vandergelder is op zoek naar een vrouw die zijn typische mannenhuishouden wat kan opfleuren. De beroemde huwelijksmakelaarster Dolly Levi werpt zich op als bemiddelaar tussen Horace en verschillende mogelijke bruiden. Wat niemand weet is dat Dolly zichzelf ziet als de aanstaande mevrouw Vandergelder en diverse plannetjes heeft uitgedacht om haar plaatsje aan het altaar te verzekeren. Ze reist naar Yonkers en stuurt Vandergelder naar New York om de jonge weduwe Irene Molloy een huwelijksaanzoek te doen. Als Vandergelder is vertrokken, begint ze met haar plan. Allereerst stuurt ze de arme kunstschilder Ambrose samen met Ermengarde naar New York. Ermengarde is het nichtje van Vandergelder en verliefd op Ambrose. Ze mag echter niet met hem trouwen omdat Vandergelder een hekel heeft aan wat hij klaplopers noemt. Vervolgens manipuleert Dolly de twee knechten van Horace Vandergelder, Cornelius en de onervaren Barnaby, om naar New York te gaan en aldaar kennis te maken met Irene Molloy en haar assistente Minnie Fay.
In New York zet Dolly vaart achter haar plannetjes. Ze schrijft Ambrose en Ermengarde in voor de polkacompetitie in het restaurant Harmonia Gardens zodat Ambrose kan laten zien dat hij wel degelijk wat waard is. Vervolgens ziet ze toe dat Cornelius en Barnaby de hoedenwinkel van Irene Molloy bereiken. Irene wil eigenlijk helemaal niet trouwen met Vandergelder en is aangenaam verrast als twee nette mannen haar zaak komen binnenwandelen. Cornelius en Barnaby doen zich voor als twee rijke heren en maken grote indruk op Irene en haar assistente Minnie. Als Horace Vandergelder samen met Dolly de winkel binnenkomt, verstoppen Cornelius en Barnaby zich. Dolly zorgt ervoor dat Cornelius moet niezen en de verontwaardigde Vandergelder weet nu dat er mannen in de hoedenwinkel zijn. Hij stormt de winkel uit, zonder te weten dat zijn eigen knechten zich daar voor hem schuilhouden. Dolly gaat inmiddels door met haar intriges en regelt dat Cornelius en Barnaby de dames mee uitnemen naar de Harmonia Gardens. Vervolgens zoekt ze Vandergelder op en zegt hem dat ze een nieuwe huwelijkskandidaat heeft gevonden, Ernestina Simple, een rijke erfgename. In werkelijkheid is Ernestina een kennis van Dolly, Gussie, die ze heeft ingehuurd. De nog boze Vandergelder gaat ermee akkoord om Ernestina te ontmoeten in de Harmonia Gardens.
Die avond siddert de Harmonia Gardens van verwachting. De obers hebben gehoord dat Dolly Levi zal terugkeren om in het restaurant te dineren. Zonder dat ze het van elkaar weten zijn ook Cornelius, Barnaby en hun meisjes, Ambrose en Ermengarde en Horace Vandergelder aanwezig. Horace ontmoet Gussie die zich voordoet als Ernestina. Al snel is de laatste het zat om met de knorrige Horace te praten en verdwijnt. Dolly neemt haar plaats in en begint de laatste fase van haar plan. Ze zegt tegen de verbijsterde Horace dat ze nooit met hem zal trouwen, wat er ook gebeurt. Als Vandergelder Dolly wil zeggen dat zij de laatste vrouw op aarde is die hij wil huwen, ziet hij plotseling zijn nichtje met Ambrose en zijn twee knechten met Irene Molloy en Minnie. Hij ontsteekt in woede en al snel ontstaat er een ware rel in het restaurant. De volgende morgen is iedereen weer terug in Yonkers en moet Horace het hoofd bieden aan zijn nichtje en zijn twee knechten die allemaal weg willen met het geld dat ze van hem te goed hebben. Wanhopig wendt Horace zich tot Dolly en zegt dat hij haar uiteindelijk toch nodig heeft. Dolly zegt ja en gaat gelijk het leven van haar aanstaande man regelen. Cornelius wordt de zakenpartner van Horace en trouwt met Irene. Barnaby trouwt met Minnie en krijgt de baan van Cornelius. Ambrose mag trouwen met Ermengarde.

## Rolverdeling
| Acteur           | Personage                       |  | Acteur                                                        | Personage           |
| ---------------- | ------------------------------- |  | ------------------------------------------------------------- | ------------------- |
| Barbra Streisand | Dolly Levi                      |  | Walter Matthau                                                | Horace Vandergelder |
| Michael Crawford | Cornelius Hackl                 |  | Marianne McAndrew (zangstem Melissa Stafford en Gilda Maiken) | Irene Molloy        |
| Danny Lockin     | Barnaby Tucker                  |  | E. J. Peaker                                                  | Minnie Fay          |
| Joyce Ames       | Ermengarde Vandergelder         |  | Tommy Tune                                                    | Ambrose Kemper      |
| Judy Knaiz       | Gussie Granger/Ernestina Simple |  |                                                               |                     |
| Louis Armstrong  | Louis, de dirigent              |  |                                                               |                     |

## Muziek
Het grootste deel van de muziek van de Broadwayproductie werd gebruikt voor de film. De volgende liedjes zijn te horen:
- Call On Dolly
- Just Leave Everything To Me
- It Takes a Woman
- Put on Your Sunday Clothes
- Ribbons Down My Back
- Dancing
- Before the Parade Passes By
- Elegance
- Love Is Only Love
- Hello, Dolly!
- It Only Takes a Moment
- So Long, Dearie
- Finale

De nummers Just Leave Everything To Me en Love Is Only Love komen niet voor in de Broadwaymusical. Just Leave Everything To Me werd speciaal voor Barbra Streisand geschreven en verving I Put My Hand In uit de Broadwayproductie. Love is Only Love was oorspronkelijk bedoeld voor de theaterversie van de musical Mame, maar was, vóór deze musical in productie ging, komen te vervallen. 
Het liedje Elegance, dat in de filmcredits op het conto van Jerry Herman wordt gezet, was eigenlijk geschreven door Bob Merrill voor de productie New Girl in Town uit 1957. Het nummer werd op het laatste moment voor die productie geschrapt.
De arrangeur van de Broadwayproductie Philip J. Lang werd overgehaald om voor één keer voor de film te komen werken. 
Alle acteurs zongen hun eigen nummers met uitzondering van Marianne McAndrew (Irene Molloy). Haar zangstem werd vervangen door de zangstemmen van Melissa Stafford en Gilda Maiken.

## Productie

### Scenario
De plot voor Hello, Dolly! komt van een Engels toneelstuk uit 1835 onder de titel A Day well spent dat in 1938 door Thornton Wilder werd omgewerkt tot de komedie The Merchant of Yonkers. In 1955 herschreef Wilder het stuk onder een nieuwe titel: The Matchmaker. The Matchmaker was een succes en werd in 1958 verfilmd. The Matchmaker vormde vervolgens de plot voor de Broadwayproductie van de musical Hello, Dolly! van Jerry Herman (muziek) en Michael Stewart (tekst). Voor de film werd Ernest Lehman ingehuurd om het scenario te schrijven. Lehman volgt het libretto van de Broadwayproductie redelijk trouw, al zijn er wat kleine wijzigingen. In de filmversie is bijvoorbeeld de rechtbankscène verdwenen. In de Broadwaymusical wordt door Horace Vandergelder een dansnummer ingezet (Be my Butterfly) nadat hij gearresteerd is voor het verstoren van de orde. Dolly Levi bezoekt hem vervolgens in de cel en zingt So long, dearie. In de film is de dans van Vandergelder komen te vervallen en is So long, dearie verplaatst naar het station. It only takes a Moment, het duet tussen Cornelius en Irene, vindt in de Broadwayproductie ook plaats in de rechtszaal. Omdat die rechtszaak kwam te vervallen in de film, verplaatste Lehman de scène naar Central Park.

### Audities
Voor de film werd geen enkele acteur of actrice van de Broadwayproductie ingehuurd. Carol Channing, die de rol van Dolly Levi had vertolkt in deze productie, werd niet eens overwogen. De producers twijfelden niet aan haar talent, maar wel aan haar vermogen om een groot publiek te trekken. Dit was wel het geval met Elizabeth Taylor, maar zij viel af doordat ze niet kon zingen. Doris Day en Shirley MacLaine waren even in de race, maar uiteindelijk ging Barbra Streisand met de eer strijken. Streisand was inmiddels een beroemde theateractrice en had het jaar voor de opnames gewerkt aan de verfilming van Funny Girl.
Voor de rol van Horace Vandergelder werd Walter Matthau aangezocht. Zijn kenmerk, het spelen van humeurige, mopperende mannen, maakten hem bij uitstek geschikt voor de rol. Wel werd een fysiek zwaar dansnummer uit de Broadwayproductie geschrapt omdat Matthaus talent niet in het dansen lag. Matthau had triomfen gevierd op Broadway met The odd Couple en ook de hoofdrol gespeeld in de verfilming. In 1967 had hij een Oscar gekregen voor The Fortune Cookie.
Michael Crawford grapte later dat hij de rol van Cornelius Hackl had gekregen omdat de vrouw van regisseur Gene Kelly hem aantrekkelijk vond, terwijl Kelly hem meer zag als een volslagen idioot. In werkelijkheid was Gene Kelly diep onder de indruk van Crawfords rol in de Broadwayproductie Black Comedy/White Lies, waarin hij bewees goed te kunnen presteren in fysiek veeleisende rollen: Crawford viel van trappen af en liep door decormuren alsof het niets was.
Ann-Margret deed audities voor de rol van Irene Molloy maar zag de rol gaan naar Marianne McAndrew. Ook in de bijrollen was er veel competitie. Jo Anne Worley en Peg Murray deden auditie voor de rol van Gussie Granger voordat Judy Knaiz werd uitverkoren. Ron Rifkin probeerde de rol van Ambrose te krijgen, maar legde het af tegen Tommy Tune. Pat Finley en Sandy Duncan deden auditie voor de rol van Minnie, maar werden afgewezen.

### Opnames
Er werd gefilmd op diverse locaties en in de studio. Het stadje Garrision in de staat New York werd gebruikt voor de scènes in Yonkers. Het Yonkers van 1890 werd gerealiseerd door simpelweg gevels van huizen voor bestaande gebouwen te plaatsen.
Voor de buitenscènes van New York in 1890 bouwde de filmploeg decors op het buitenterrein van de studio van 20th Century-Fox in Californië. Regisseur George Roy Hill was bezig met de film Butch Cassidy and the Sundance Kid. Deze film speelt ook rond 1890 en hij vroeg toestemming om de set van New York te gebruiken. Opnames werden echter geweigerd, al kreeg Hill wel toestemming om zijn hoofdrolspelers Paul Newman, Robert Redford en Katharine Ross te fotograferen in de decors. Deze foto's zijn in Butch Cassidy and the Sundance Kid gebruikt als verbinding tussen de scènes in de VS en die in Bolivia.
De huwelijksscène werd gefilmd op het terrein van de United States Millitary Academy, bij het Trophy Point monument, waarbij een gevel werd gebouwd door de decorbouwers.
De trein die te zien is als Dolly en haar aanhang naar New York rijden, komt van de Strasburg Rail Road en wordt getrokken door de Pennsylvania Railroad D16sb 4-4-0 stoomlocomotief 1223.
De beroemde scène in het restaurant The Harmonia Gardens, waar Dolly haar entree maakt, kostte een maand om te filmen. Een complete geluidsset in de 20th Century Foxstudio werd gebruikt voor het decor, dat bestond uit drie niveaus: een dansvloer, het gedeelte dat de dansvloer omringt en het bovenste entresol. Louis Armstrong, die een bandleider speelt, was slechts een halve dag aanwezig en deed al zijn opnames in één keer. Voor Barbra Streisand waren meer opnames nodig. In de film daalt Streisand een trap af in een met gouden kralen afgezette japon. Die japon woog 20 kilo en kostte 8000 dollar. Er zat een lange sleep aan de jurk en behalve Streisand vielen diverse dansers regelmatig over de sleep tijdens de repetitie. Al snel vroeg Kelly om de sleep te laten verwijderen. In de film is de sleep even te zien als Streisand boven aan de trap staat. Niet alleen de dansers struikelden. Choreograaf Michael Kidd brak zijn been toen hij een beweging wilde voordoen en viel.
In de film is Horace Vandergelder te zien als deelnemer aan een parade. Hier zijn verschillende bands en militaire eenheden te zien. De militaire eenheid, de YWCA marching unit werd gespeeld door het California High School Drill Team onder leiding van Jackie McCauley. De bands die te zien zijn, werden gespeeld door the UCLA Marching Band in witte uniformen, terwijl de San Fernando Valley Youth Band in rode en zwarte uniformen voorbij marcheerde.
Hello, Dolly! is ook legendarisch vanwege de grote ruzie tussen hoofdrolspelers Walter Matthau en Barbra Streisand. Matthau had al diverse hoofdrollen in films gespeeld en een Oscar gekregen voor zijn rol in The Fortune Cookie. Hij respecteerde regisseur Gene Kelly met wie hij al eens gewerkt had voor de film A Guide for the married Man. Hij vond het dan ook onuitstaanbaar dat een betrekkelijke nieuwkomer als Streisand voortdurend bezig was om Kelly aanwijzingen te geven hoe hij moest regisseren. Toen Streisand op een gegeven moment ook aanwijzingen begon te geven hoe Matthau zijn rol moest invullen barstte de bom. Er volgde een ordinaire scheldpartij waarbij Streisand Matthau een 'oude rioolmond' noemde. Matthau antwoordde dat niemand van de opnameploeg Streisand aardig vond. Hierop barstte de actrice in tranen uit en trok zich terug in haar kleedkamer. De sfeer was zo onaangenaam geworden dat Matthau naar studiobaas Richard Zanuck stapte met het verzoek Streisand te ontslaan. Zanuck gaf Matthau een duidelijk antwoord: "Ik wil je graag helpen, maar je moet je realiseren dat deze film niet Hello, Walter! heet." Zowel Streisand als Matthau waren professioneel genoeg om verder te gaan met de film. Matthau had zo'n hekel aan Streisand dat hij het vermeed in haar nabijheid te zijn, tenzij het absoluut noodzakelijk was. Toen hij en Michael Crawford tijdens een uitje naar de paardenraces gingen, weigerde Matthau in te zetten op het paard Hello Dolly. Crawford deed het wel en Hello Dolly won, tot grote woede van Matthau. In de laatste scènes van de film moest Matthau Barbra Streisand kussen. Matthau weigerde categorisch. Hij leunde alleen in haar richting en deed alsof. Kelly liet de camera zo neerzetten dat het lijkt of Matthau haar kust.

## Prijzen
Hello, Dolly! werd genomineerd voor zeven Oscars: Beste Art direction, Beste Muziek en Beste Geluid werden verzilverd. In de categorieën: Beste Cinematografie, Beste Kostuumontwerpen, Beste Montage en Beste Film werd naast de onderscheiding gegrepen. Er waren nominaties voor een BAFTA voor Barbra Streisand en Walter Matthau en in de categorieën: Art direction en cinematografie en verder Golden Globenominaties voor Beste film, Beste Regisseur, en Beste Actrice. Marianne McAndrew kreeg een Golden Globenominatie voor Beste Actrice in een bijrol en voor Meest veelbelovende nieuwkomer.